# The Darkness (spel)
The Darkness är ett FPS-datorspel till Playstation 3 och Xbox 360. Spelet, som släpptes år 2007, är baserat på serietidningen med samma namn. Det utvecklades av Starbreeze Studios och publicerades av 2K Games.
En uppföljare till spelet, The Darkness II utvecklat av Digital Extremes, gavs ut i februari 2012.

## Handling
I The Darkness styr spelaren karaktären Jackie Estacado som jobbar för Franchetti-familjen – en stor maffiaorganisation, som styrs av Jackies farbror Paulie. På Jackies tjugoettårsdag dör Jackie, men återuppstår genom att det släpps ut en mörk kraft inom honom (”The Darkness”). Denna kraft ärvs genom hans familj och släpps lös när den som ärver kraften fyller 21 år. Kraften gör honom näst intill oövervinnerlig och Jackie är ute efter att döda Paulie.
Under spelets gång så får man följa Jackie på hans jakt efter Pauile och hans medarbetare som tar honom genom gator och gränder i New York. Man får även hjälpa Jackie med hans inre strid att försöka göra sig av med ”The Darkness” som försöker göra honom till en simpel marionettdocka. När Jackies flickvän och enda skäl att leva, Jenny, blir mördad, tar historien ett stort kliv mot det övernaturliga så han för första gången av många lyckas ta sig in i ”The Darkness” tankar i jakt på att bekämpa det.

## Röstskådespelare
- Kirk Acevedo - Jackie Estacado
- Mike Patton - The Darkness
- Lauren Ambrose - Jenny Romano
- Dwight Schultz - Uncle Paulie Franchetti
- James Mathers - Captain Edward 'Eddie' Shrote
- Kirk Baltz - Anthony Estacado
- Mike Starr - Butcher Joyce
- Norma Michaels - Aunt Sarah
- Alex Mann - Jimmy the Grape
- Richard Leighton - Dutch Oven Harry / Mobster
- Nolan North - Jackie som ung / Nino Moretti
- Kari Wahlgren - Jenny som ung / Jane Unger
- Kerry Michaels - Chip Feary / Ingrid Pulamski / Civila
- David Alan Graf - Bobby Caballero / Alfred Blackmoore / Civila
- Angelique Perrin - Ballayer / Civila
- David Bianchi - Lucas Hellinger / Civila
- Paul Stroili - 'Bullfrog' Gravano / Mobsters
- James Kyson - Peter Chen / Poliser
- Robert Clotworthy - Frances Fox / Leslie Hound / Daniel Fears
- Chris Edgerly - Chester Coleman / Melvin Caines / Silvio Leatherchest
- Frank Brantley - Terrence Willis / Mordo the junkie
- Chris Boyer - Matty Forehand / George Hadel
- Danny Mann - Abe Hunter / Charlie Hazelgrove
- Robert J. Locke - Joey Skelton / Henry Macall
- Johnny Ferrara - Roach Librizzi / Carmine Massimo
- Sky Soleil - Compton Scarr
- Tony DeMarinis - Bill Haagensen
- Martin Charles Warner - Nicky Barruci
- Adam Gregor - Captain Andre Kuchev
- Patrick Gorman - Frank Huntzinger
- Al Brown - Vinny Mortarello
- Willis Burks II - Emerson Darke
- Oscar Torre - Mikey Cimino
- Charity James - Dana Cutrone

## Soundtrack
Spelets originalmusik skrevs av Gustaf Grefberg. Förutom soundtracket som spelas i eftertexterna, vilket är av Mike Pattons Tomahawk-projektet, är det den enda musiken som spelas upp under spelet.
Det orelaterade licenserade soundtrack inkluderar:
- "Try" – The 21st Impact
- "7 Days" – Acid House Kings
- "Say Yes If You Love Me" – Acid House Kings
- "Once Bitten, Twice Shy" – Blinded Colony
- "Riverbank" – Pelle Carlberg
- "Open Casket (edit)" – Closer
- "Grind & Rewind" – Defleshed
- "Black and White" – Down and Away
- "Shoot It In" – The Duskfall
- "Zon" – dyF1.6
- "A Nice Day" – El Caco
- "Substitute" – El Caco
- "Die Toten Core" – F.K.Ü.
- "Forever Train" – Frame
- "I, Deviant" – Insense
- "Pure and White" – Joy Serene
- "Lucky Star" – The Legends
- "Last Injection" – M.A.N.
- "The Hunt" – man.machine.industry
- "To Hell and Back" – man.machine.industry
- "Cruci-Fiction in Space" – Marilyn Manson
- "Later That Night" – Path Of No Return
- "Empty Threats" – Searing I
- "Die 5 Times Times 5" – South Ambulance
- "Going Down" – Sparzanza
- "It Won't Stop Bleeding" – Stained Red
- "Captain Midnight" – Tomahawk
- "Rendered In Vain" – Zonaria
- "Summer's End (To Kill A Mockingbird)" – Elmer Bernstein

## Mottagande
| Mottagande                  | Mottagande                 |
| Samlingsbetyg               | Samlingsbetyg              |
| Tjänst                      | Betyg                      |
| --------------------------- | -------------------------- |
| Gamerankings                | (X360) 82.70% (PS3) 80.40% |
| Metacritic                  | (X360) 82/100 (PS3) 80/100 |
| Recensionsbetyg             |                            |
| Publikation                 | Betyg                      |
| 1UP.com                     | 9/10                       |
| Edge                        | 7/10                       |
| Electronic Gaming Monthly   | 8/10                       |
| Game Informer               | 8.75/10                    |
| Game Revolution             | B-                         |
| Gamespy                     | 4/5                        |
| GamesTM                     | 8/10                       |
| Gametrailers                | 8.2/10                     |
| Gamezone                    | 8.5/10                     |
| IGN                         | (X360) 7.8/10 (PS3) 7.7/10 |
| Official Xbox Magazine      | 8/10                       |
| Official Xbox Magazine (UK) | 9/10                       |
| Videogamer.com              | 8/10                       |

The Darkness fick positiva betyg från flera spelkritiker. Spelet har sålt över en miljon exemplar.

## Trivia
I spelet finns det graffiti gjort av svenska graffitikonstnärer, och uttryck som "hata alla", "fritös?", "staty!", "rutten gubbe", "bäver", "sthlm", "katt", "björn, "hårdrock", "kebab", "kuk", "AIK", "rumpa", "apa" och "läskväska" finns att hitta på väggarna runt om i spelet.
Dessutom kan man se en musikvideo av den svenska gruppen The Duskfall och den svenska gruppen South Ambulance på TV-apparater på olika platser i spelet.